# James Demontry
James Jules Léon Demontry est un homme politique français né le 29 juillet 1806 à Dijon (Côte-d'Or) et mort le 6 juillet 1849 à Cologne (Allemagne).

## Biographie
Avocat à Dijon en 1830, il est un opposant à la Monarchie de Juillet et l'un des promoteurs des banquets républicains en Bourgogne. Il est nommé préfet de la Côte-d'Or en février 1848. Il est député de la Côte-d'Or de 1848 à 1849, siégeant au groupe d'extrême gauche de la Montagne. Compromis dans la journée du 13 juin 1849, il s'enfuit avec Ledru-Rollin et meurt trois semaines plus tard, du choléra.
Il est enterré au Cimetière des Péjoces à Dijon. Les débats parlementaires lors de la séance du 26 juillet 1849 laissent à penser que la famille n'a pu transférer que son cœur.

## Galerie

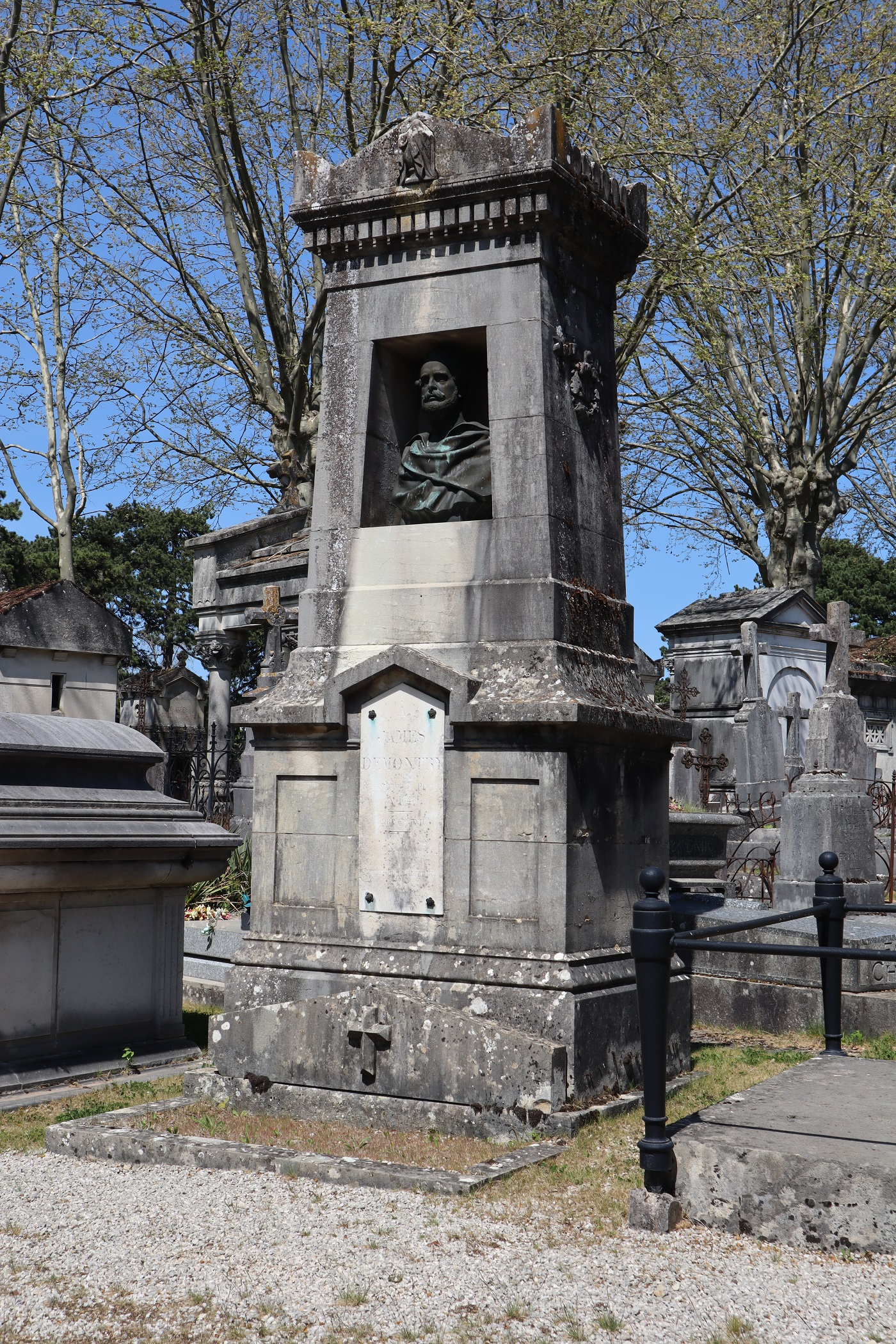
Tombe de James Demontry au Cimetière des Péjoces.
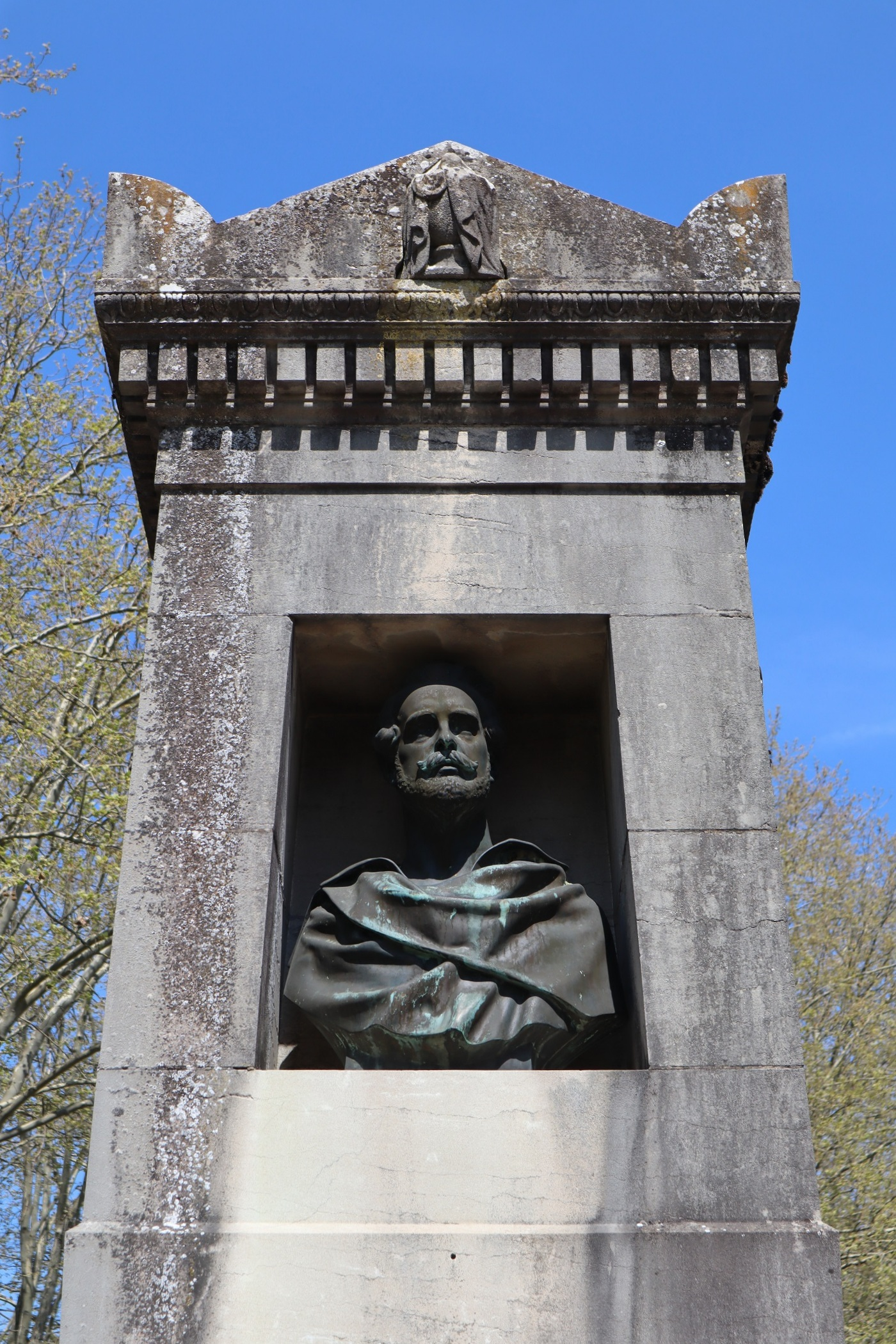
Buste de Rude.

## Sources
- « James Demontry », dans Adolphe Robert et Gaston Cougny, Dictionnaire des parlementaires français, Edgar Bourloton, 1889-1891 [détail de l’édition]